# Coupe d'Angleterre de football 2017-2018
Navigation
Coupe d'Angleterre 2016-2017 Coupe d'Angleterre 2018-2019
La Coupe d'Angleterre 2017-2018 est la 137e édition de la FA Cup, la coupe principale dans le football anglais et la plus vieille compétition à élimination directe du monde. Elle est parrainée par Emirates, et est connue sous le nom de  Emirates FA Cup. Elle commence le 5 août 2017 et se termine le 19 mai 2018.
L'équipe défendant son titre est Arsenal, ayant battu Chelsea sur le score de 2-1.

## Calendrier de l'épreuve
| Tour                            | Tirage au sort    | Date des matches    | Matches | Clubs     | Nouvelles entrées | Gain                                      |
| ------------------------------- | ----------------- | ------------------- | ------- | --------- | ----------------- | ----------------------------------------- |
| Tour extra-préliminaire         | 7 juillet 2017    | 5 août 2017         | 185     | 737 → 552 | 370 : 368e à 737e | 1500£                                     |
| Tour préliminaire               | 7 juillet 2017    | 19 août 2017        | 160     | 552 → 392 | 135 : 233e à 367e | 1925£                                     |
| Premier tour de qualification   | 21 août 2017      | 2 septembre 2017    | 116     | 392 → 276 | 72 : 161e à 232e  | 3000£                                     |
| Deuxième tour de qualification  | 4 septembre 2017  | 16 septembre 2017   | 80      | 276 → 196 | 44 : 117e à 160e  | 4500£                                     |
| Troisième tour de qualification | 18 septembre 2017 | 30 septembre 2017   | 40      | 196 → 156 | -                 | 7500£                                     |
| Quatrième tour de qualification | 2 octobre 2017    | 14 octobre 2017     | 32      | 156 → 124 | 24 : 93e à 116e   | 12 500£                                   |
| Premier tour (1/128 de finale)  | 16 octobre 2017   | 4 novembre 2017     | 40      | 124 → 84  | 48 : 92e à 44e    | 18 000£                                   |
| Deuxième tour (1/64 de finale)  | 6 novembre 2017   | 2 décembre 2017     | 20      | 84 → 64   | -                 | 27 000£                                   |
| Troisième tour (1/32 de finale) | 4 décembre 2017   | 6 janvier 2018      | 32      | 64 → 32   | 44 : 44e à 1er    | 67 500£                                   |
| Quatrième tour (1/16 de finale) | 8 janvier 2018    | 27 janvier 2018     | 16      | 32 → 16   | -                 | 90 000£                                   |
| Cinquième tour (1/8 de finale)  | 29 janvier 2018   | 17 février 2018     | 8       | 16 → 8    | -                 | 180 000£                                  |
| Quarts de finale                | 17 février 2018   | 17 mars 2018        | 4       | 8 → 4     | -                 | 360 000£                                  |
| Demi-finales                    | 18 mars 2018      | 21 et 22 avril 2018 | 2       | 4 → 2     | -                 | Perdant : 450 000£ Vainqueur : 900 000£   |
| Finale                          | 18 mars 2018      | 19 mai 2018         | 1       | 2 → 1     | -                 | Perdant : 900 000£ Vainqueur : 1 800 000£ |

## Résultats

### Troisième tour (1/32 de finale)
Aucun club de Non-League football (National League (D5) et plus bas) ne s'est qualifié pour le troisième tour. Les équipes du plus bas niveau de la hiérarchie du football anglais évoluent donc en League Two (D4). Le match opposant Brighton & Hove Albion à Crystal Palace est la première rencontre officielle en Angleterre utilisant l'assistance vidéo à l'arbitrage (VAR, en anglais video assistant referee).
| 5 janvier 2018 | Liverpool (1)                    | 2 - 1   | Everton (1)    |                                                                   |                                                                   |
| 19h55          | Milner 35e (pen.) · van Dijk 84e | (1 - 0) | Sigurðsson 67e | Anfield, Liverpool Spectateurs : 52 513 Arbitrage : Robert Madley | Anfield, Liverpool Spectateurs : 52 513 Arbitrage : Robert Madley |
| 19h55          | Rapport                          |         |                | Anfield, Liverpool Spectateurs : 52 513 Arbitrage : Robert Madley | Anfield, Liverpool Spectateurs : 52 513 Arbitrage : Robert Madley |

|       | Manchester United (1)    | 2 - 0   | Derby County (2) |                                                                        |                                                                        |
| 20h00 | Lingard 84e · Lukaku 90e | (0 - 0) |                  | Old Trafford, Manchester Spectateurs : 73 899 Arbitrage : Kevin Friend | Old Trafford, Manchester Spectateurs : 73 899 Arbitrage : Kevin Friend |
| 20h00 | Rapport                  |         |                  | Old Trafford, Manchester Spectateurs : 73 899 Arbitrage : Kevin Friend | Old Trafford, Manchester Spectateurs : 73 899 Arbitrage : Kevin Friend |

| 6 janvier 2018 | Fleetwood Town (3) | 0 - 0 | Leicester City (1) |                                                                          |                                                                          |
| 12h45          |                    |       |                    | Highbury Stadium, Fleetwood Spectateurs : 5 001 Arbitrage : Simon Hooper | Highbury Stadium, Fleetwood Spectateurs : 5 001 Arbitrage : Simon Hooper |
| 12h45          | Rapport            |       |                    | Highbury Stadium, Fleetwood Spectateurs : 5 001 Arbitrage : Simon Hooper | Highbury Stadium, Fleetwood Spectateurs : 5 001 Arbitrage : Simon Hooper |

|       | Middlesbrough (2)             | 2 - 0   | Sunderland (2) |                                                                                  |                                                                                  |
| 13h00 | Gestede 10e · Braithwaite 42e | (2 - 0) |                | Riverside Stadium, Middlesbrough Spectateurs : 26 399 Arbitrage : Chris Kavanagh | Riverside Stadium, Middlesbrough Spectateurs : 26 399 Arbitrage : Chris Kavanagh |
| 13h00 | Rapport                       |         |                | Riverside Stadium, Middlesbrough Spectateurs : 26 399 Arbitrage : Chris Kavanagh | Riverside Stadium, Middlesbrough Spectateurs : 26 399 Arbitrage : Chris Kavanagh |

|       | Ipswich Town (2) | 0 - 1   | Sheffield United (2) |                                                                   |                                                                   |
| 15h00 |                  | (0 - 1) | Thomas 25e           | Portman Road, Ipswich Spectateurs : 12 057 Arbitrage : Mike Jones | Portman Road, Ipswich Spectateurs : 12 057 Arbitrage : Mike Jones |
| 15h00 | Rapport          |         |                      | Portman Road, Ipswich Spectateurs : 12 057 Arbitrage : Mike Jones | Portman Road, Ipswich Spectateurs : 12 057 Arbitrage : Mike Jones |

|       | Watford (1)                            | 3 - 0   | Bristol City (2) |                                                                      |                                                                      |
| 15h00 | Carrillo 37e · Deeney 57e · Capoue 85e | (1 - 0) |                  | Vicarage Road, Watford Spectateurs : 13 269 Arbitrage : Craig Pawson | Vicarage Road, Watford Spectateurs : 13 269 Arbitrage : Craig Pawson |
| 15h00 | Rapport                                |         |                  | Vicarage Road, Watford Spectateurs : 13 269 Arbitrage : Craig Pawson | Vicarage Road, Watford Spectateurs : 13 269 Arbitrage : Craig Pawson |

|       | Birmingham City (2) | 1 - 0   | Burton Albion (2) |                                                                        |                                                                        |
| 15h00 | Gallagher 56e       | (0 - 0) |                   | St Andrew's, Birmingham Spectateurs : 7 623 Arbitrage : Jeremy Simpson | St Andrew's, Birmingham Spectateurs : 7 623 Arbitrage : Jeremy Simpson |
| 15h00 | Rapport             |         |                   | St Andrew's, Birmingham Spectateurs : 7 623 Arbitrage : Jeremy Simpson | St Andrew's, Birmingham Spectateurs : 7 623 Arbitrage : Jeremy Simpson |

|       | Aston Villa (2) | 1 - 3   | Peterborough United (3)            |                                                                      |                                                                      |
| 15h00 | Davis 8e        | (1 - 0) | Marriott 75e 90+3e · Tafazolli 83e | Villa Park, Birmingham Spectateurs : 21 677 Arbitrage : Robert Jones | Villa Park, Birmingham Spectateurs : 21 677 Arbitrage : Robert Jones |
| 15h00 | Rapport         |         |                                    | Villa Park, Birmingham Spectateurs : 21 677 Arbitrage : Robert Jones | Villa Park, Birmingham Spectateurs : 21 677 Arbitrage : Robert Jones |

|       | Bournemouth (1)             | 2 - 2   | Wigan Athletic (3)           |                                                                           |                                                                           |
| 15h00 | Mousset 55e · S. Cook 90+2e | (0 - 2) | Grigg 4e · Hyndman 29e (csc) | Vitality Stadium, Bournemouth Spectateurs : 9 894 Arbitrage : Andy Madley | Vitality Stadium, Bournemouth Spectateurs : 9 894 Arbitrage : Andy Madley |
| 15h00 | Rapport                     |         |                              | Vitality Stadium, Bournemouth Spectateurs : 9 894 Arbitrage : Andy Madley | Vitality Stadium, Bournemouth Spectateurs : 9 894 Arbitrage : Andy Madley |

|       | Coventry City (4)        | 2 - 1   | Stoke City (1)  |                                                                        |                                                                        |
| 15h00 | Willis 24e · Grimmer 68e | (1 - 0) | Adam 54e (pen.) | Ricoh Arena, Coventry Spectateurs : 14 199 Arbitrage : Martin Atkinson | Ricoh Arena, Coventry Spectateurs : 14 199 Arbitrage : Martin Atkinson |
| 15h00 | Rapport                  |         |                 | Ricoh Arena, Coventry Spectateurs : 14 199 Arbitrage : Martin Atkinson | Ricoh Arena, Coventry Spectateurs : 14 199 Arbitrage : Martin Atkinson |

|       | Bolton Wanderers (2) | 1 - 2   | Huddersfield Town (1)           |                                                                    |                                                                    |
| 15h00 | Derik 64e            | (0 - 0) | Van La Parra 51e · Williams 52e | Macron Stadium, Bolton Spectateurs : 11 574 Arbitrage : Roger East | Macron Stadium, Bolton Spectateurs : 11 574 Arbitrage : Roger East |
| 15h00 | Rapport              |         |                                 | Macron Stadium, Bolton Spectateurs : 11 574 Arbitrage : Roger East | Macron Stadium, Bolton Spectateurs : 11 574 Arbitrage : Roger East |

|       | Yeovil Town (4)        | 2 - 0   | Bradford City (3) |                                                                |                                                                |
| 15h00 | Barnes 61e · Green 76e | (0 - 0) |                   | Huish Park, Yeovil Spectateurs : 3 040 Arbitrage : John Brooks | Huish Park, Yeovil Spectateurs : 3 040 Arbitrage : John Brooks |
| 15h00 | Rapport                |         |                   | Huish Park, Yeovil Spectateurs : 3 040 Arbitrage : John Brooks | Huish Park, Yeovil Spectateurs : 3 040 Arbitrage : John Brooks |

|       | Brentford (2) | 0 - 1   | Notts County (4) |                                                                    |                                                                    |
| 15h00 |               | (0 - 0) | Stead 65e        | Griffin Park, Londres Spectateurs : 6 935 Arbitrage : Tim Robinson | Griffin Park, Londres Spectateurs : 6 935 Arbitrage : Tim Robinson |
| 15h00 | Rapport       |         |                  | Griffin Park, Londres Spectateurs : 6 935 Arbitrage : Tim Robinson | Griffin Park, Londres Spectateurs : 6 935 Arbitrage : Tim Robinson |

|       | Queens Park Rangers (2) | 0 - 1   | Milton Keynes Dons (3) |                                                                      |                                                                      |
| 15h00 |                         | (0 - 0) | Cissé 60e              | Loftus Road, Londres Spectateurs : 6 314 Arbitrage : James Linington | Loftus Road, Londres Spectateurs : 6 314 Arbitrage : James Linington |
| 15h00 | Rapport                 |         |                        | Loftus Road, Londres Spectateurs : 6 314 Arbitrage : James Linington | Loftus Road, Londres Spectateurs : 6 314 Arbitrage : James Linington |

|       | Exeter City (4) | 0 - 2   | West Bromwich Albion (1)  |                                                                    |                                                                    |
| 15h00 |                 | (0 - 2) | Rondón 2e · Rodriguez 25e | Saint James Park, Exeter Spectateurs : 5 638 Arbitrage : Lee Mason | Saint James Park, Exeter Spectateurs : 5 638 Arbitrage : Lee Mason |
| 15h00 | Rapport         |         |                           | Saint James Park, Exeter Spectateurs : 5 638 Arbitrage : Lee Mason | Saint James Park, Exeter Spectateurs : 5 638 Arbitrage : Lee Mason |

|       | Doncaster Rovers (3) | 0 - 1   | Rochdale (3) |                                                                          |                                                                          |
| 15h00 |                      | (0 - 1) | Andrew 18e   | Keepmoat Stadium, Doncaster Spectateurs : 4 513 Arbitrage : Andy Woolmer | Keepmoat Stadium, Doncaster Spectateurs : 4 513 Arbitrage : Andy Woolmer |
| 15h00 | Rapport              |         |              | Keepmoat Stadium, Doncaster Spectateurs : 4 513 Arbitrage : Andy Woolmer | Keepmoat Stadium, Doncaster Spectateurs : 4 513 Arbitrage : Andy Woolmer |

|       | Blackburn Rovers (3) | 0 - 1   | Hull City (2) |                                                                       |                                                                       |
| 15h00 |                      | (0 - 0) | Aina 58e      | Ewood Park, Blackburn Spectateurs : 6 777 Arbitrage : Oliver Langford | Ewood Park, Blackburn Spectateurs : 6 777 Arbitrage : Oliver Langford |
| 15h00 | Rapport              |         |               | Ewood Park, Blackburn Spectateurs : 6 777 Arbitrage : Oliver Langford | Ewood Park, Blackburn Spectateurs : 6 777 Arbitrage : Oliver Langford |

|       | Cardiff City (2) | 0 - 0 | Mansfield Town (4) |                                                                           |                                                                           |
| 15h00 |                  |       |                    | Cardiff City Stadium, Cardiff Spectateurs : 6 378 Arbitrage : Lee Probert | Cardiff City Stadium, Cardiff Spectateurs : 6 378 Arbitrage : Lee Probert |
| 15h00 | Rapport          |       |                    | Cardiff City Stadium, Cardiff Spectateurs : 6 378 Arbitrage : Lee Probert | Cardiff City Stadium, Cardiff Spectateurs : 6 378 Arbitrage : Lee Probert |

|       | Manchester City (1)                      | 4 - 1   | Burnley (1) |                                                                          |                                                                          |
| 15h00 | Agüero 56e 58e · Sané 71e · B. Silva 82e | (0 - 1) | Barnes 25e  | Etihad Stadium, Manchester Spectateurs : 53 356 Arbitrage : Graham Scott | Etihad Stadium, Manchester Spectateurs : 53 356 Arbitrage : Graham Scott |
| 15h00 | Rapport                                  |         |             | Etihad Stadium, Manchester Spectateurs : 53 356 Arbitrage : Graham Scott | Etihad Stadium, Manchester Spectateurs : 53 356 Arbitrage : Graham Scott |

|       | Wolverhampton Wanderers (2) | 0 - 0 | Swansea City (1) |                                                                                 |                                                                                 |
| 15h00 |                             |       |                  | Molineux Stadium, Wolverhampton Spectateurs : 22 976 Arbitrage : Anthony Taylor | Molineux Stadium, Wolverhampton Spectateurs : 22 976 Arbitrage : Anthony Taylor |
| 15h00 | Rapport                     |       |                  | Molineux Stadium, Wolverhampton Spectateurs : 22 976 Arbitrage : Anthony Taylor | Molineux Stadium, Wolverhampton Spectateurs : 22 976 Arbitrage : Anthony Taylor |

|       | Stevenage (4) | 0 - 0 | Reading (2) |                                                                    |                                                                    |
| 15h00 |               |       |             | Broadhall Way, Stevenage Spectateurs : 3 877 Arbitrage : Ben Toner | Broadhall Way, Stevenage Spectateurs : 3 877 Arbitrage : Ben Toner |
| 15h00 | Rapport       |       |             | Broadhall Way, Stevenage Spectateurs : 3 877 Arbitrage : Ben Toner | Broadhall Way, Stevenage Spectateurs : 3 877 Arbitrage : Ben Toner |

|       | Newcastle United (1)        | 3 - 1   | Luton Town (4) |                                                                                     |                                                                                     |
| 15h00 | Pérez 30e 36e · Shelvey 39e | (3 - 0) | Hylton 49e     | St James' Park, Newcastle upon Tyne Spectateurs : 47 069 Arbitrage : Neil Swarbrick | St James' Park, Newcastle upon Tyne Spectateurs : 47 069 Arbitrage : Neil Swarbrick |
| 15h00 | Rapport                     |         |                | St James' Park, Newcastle upon Tyne Spectateurs : 47 069 Arbitrage : Neil Swarbrick | St James' Park, Newcastle upon Tyne Spectateurs : 47 069 Arbitrage : Neil Swarbrick |

|       | Millwall (2)                                   | 4 - 1   | Barnsley (2) |                                                              |                                                              |
| 15h00 | O'Brien 35e 56e · Thompson 47e · Onyedinma 61e | (1 - 1) | Potts 11e    | The Den, Londres Spectateurs : 5 319 Arbitrage : Darren Bond | The Den, Londres Spectateurs : 5 319 Arbitrage : Darren Bond |
| 15h00 | Rapport                                        |         |              | The Den, Londres Spectateurs : 5 319 Arbitrage : Darren Bond | The Den, Londres Spectateurs : 5 319 Arbitrage : Darren Bond |

|       | Fulham (2) | 0 - 1   | Southampton (1) |                                                                         |                                                                         |
| 15h00 |            | (0 - 1) | Ward-Prowse 29e | Craven Cottage, Londres Spectateurs : 17 327 Arbitrage : Michael Oliver | Craven Cottage, Londres Spectateurs : 17 327 Arbitrage : Michael Oliver |
| 15h00 | Rapport    |         |                 | Craven Cottage, Londres Spectateurs : 17 327 Arbitrage : Michael Oliver | Craven Cottage, Londres Spectateurs : 17 327 Arbitrage : Michael Oliver |

|       | Wycombe Wanderers (4) | 1 - 5   | Preston North End (2)                              |                                                                       |                                                                       |
| 15h00 | O'Nien 45+1e          | (1 - 2) | Harrop 2e 85e · Browne 38e 78e (pen.) · Horgan 50e | Adams Park, High Wycombe Spectateurs : 4 928 Arbitrage : Peter Bankes | Adams Park, High Wycombe Spectateurs : 4 928 Arbitrage : Peter Bankes |
| 15h00 | Rapport               |         |                                                    | Adams Park, High Wycombe Spectateurs : 4 928 Arbitrage : Peter Bankes | Adams Park, High Wycombe Spectateurs : 4 928 Arbitrage : Peter Bankes |

|       | Carlisle United (4) | 0 - 0 | Sheffield Wednesday (2) |                                                                   |                                                                   |
| 15h00 |                     |       |                         | Brunton Park, Carlisle Spectateurs : 7 793 Arbitrage : David Webb | Brunton Park, Carlisle Spectateurs : 7 793 Arbitrage : David Webb |
| 15h00 | Rapport             |       |                         | Brunton Park, Carlisle Spectateurs : 7 793 Arbitrage : David Webb | Brunton Park, Carlisle Spectateurs : 7 793 Arbitrage : David Webb |

|       | Norwich City (2) | 0 - 0 | Chelsea (1) |                                                                      |                                                                      |
| 17h30 |                  |       |             | Carrow Road, Norwich Spectateurs : 23 598 Arbitrage : Stuart Attwell | Carrow Road, Norwich Spectateurs : 23 598 Arbitrage : Stuart Attwell |
| 17h30 | Rapport          |       |             | Carrow Road, Norwich Spectateurs : 23 598 Arbitrage : Stuart Attwell | Carrow Road, Norwich Spectateurs : 23 598 Arbitrage : Stuart Attwell |

| 7 janvier 2018 | Newport County (4)                    | 2 - 1   | Leeds United (2) |                                                                  |                                                                  |
| 12h00          | Shaughnessy 76e (csc) · McCoulsky 88e | (0 - 1) | Berardi 9e       | Rodney Parade, Newport Spectateurs : 6 887 Arbitrage : Mike Dean | Rodney Parade, Newport Spectateurs : 6 887 Arbitrage : Mike Dean |
| 12h00          | Rapport                               |         |                  | Rodney Parade, Newport Spectateurs : 6 887 Arbitrage : Mike Dean | Rodney Parade, Newport Spectateurs : 6 887 Arbitrage : Mike Dean |

|       | Shrewsbury Town (3) | 0 - 0 | West Ham United (1) |                                                                     |                                                                     |
| 14h00 |                     |       |                     | New Meadow, Shrewsbury Spectateurs : 9 535 Arbitrage : Paul Tierney | New Meadow, Shrewsbury Spectateurs : 9 535 Arbitrage : Paul Tierney |
| 14h00 | Rapport             |       |                     | New Meadow, Shrewsbury Spectateurs : 9 535 Arbitrage : Paul Tierney | New Meadow, Shrewsbury Spectateurs : 9 535 Arbitrage : Paul Tierney |

|       | Tottenham Hotspur (1)         | 3 - 0   | Wimbledon (3) |                                                               |                                                               |
| 15h00 | Kane 63e 65e · Vertonghen 71e | (0 - 0) |               | Wembley, Londres Spectateurs : 47 527 Arbitrage : David Coote | Wembley, Londres Spectateurs : 47 527 Arbitrage : David Coote |
| 15h00 | Rapport                       |         |               | Wembley, Londres Spectateurs : 47 527 Arbitrage : David Coote | Wembley, Londres Spectateurs : 47 527 Arbitrage : David Coote |

|       | Nottingham Forest (2)                                    | 4 - 2   | Arsenal (1)                   |                                                                        |                                                                        |
| 16h00 | Lichaj 20e 44e · Brereton 64e (pen.) · Dowell 85e (pen.) | (2 - 1) | Mertesacker 23e · Welbeck 79e | City Ground, Nottingham Spectateurs : 27 182 Arbitrage : Jonathan Moss | City Ground, Nottingham Spectateurs : 27 182 Arbitrage : Jonathan Moss |
| 16h00 | Rapport                                                  |         |                               | City Ground, Nottingham Spectateurs : 27 182 Arbitrage : Jonathan Moss | City Ground, Nottingham Spectateurs : 27 182 Arbitrage : Jonathan Moss |

| 8 janvier 2018 | Brighton & Hove Albion (1) | 2 - 1   | Crystal Palace (1) |                                                                        |                                                                        |
| 19h45          | Stephens 21e · Murray 87e  | (1 - 0) | Sako 69e           | AMEX Stadium, Brighton Spectateurs : 14 507 Arbitrage : Andre Marriner | AMEX Stadium, Brighton Spectateurs : 14 507 Arbitrage : Andre Marriner |
| 19h45          | Rapport                    |         |                    | AMEX Stadium, Brighton Spectateurs : 14 507 Arbitrage : Andre Marriner | AMEX Stadium, Brighton Spectateurs : 14 507 Arbitrage : Andre Marriner |

#### Replay
| 16 janvier 2018 | West Ham United (1) | 1 - 0 a. p. | Shrewsbury Town (3) |                                                                          |                                                                          |
| 19h45           | Burke 112e          | (0 - 0)     |                     | Stade olympique, Londres Spectateurs : 39 867 Arbitrage : Jeremy Simpson | Stade olympique, Londres Spectateurs : 39 867 Arbitrage : Jeremy Simpson |
| 19h45           | Rapport             |             |                     | Stade olympique, Londres Spectateurs : 39 867 Arbitrage : Jeremy Simpson | Stade olympique, Londres Spectateurs : 39 867 Arbitrage : Jeremy Simpson |

|       | Mansfield Town (4) | 1 - 4   | Cardiff City (2)                                    |                                                                        |                                                                        |
| 19h45 | Danny Rose 36e     | (1 - 1) | Ecuele Manga 34e · Hoilett 66e 89e · Pilkington 71e | Field Mill, Mansfield Spectateurs : 5 746 Arbitrage : Geoff Eltringham | Field Mill, Mansfield Spectateurs : 5 746 Arbitrage : Geoff Eltringham |
| 19h45 | Rapport            |         |                                                     | Field Mill, Mansfield Spectateurs : 5 746 Arbitrage : Geoff Eltringham | Field Mill, Mansfield Spectateurs : 5 746 Arbitrage : Geoff Eltringham |

|       | Sheffield Wednesday (2) | 2 - 0   | Carlisle United (4) |                                                                            |                                                                            |
| 19h45 | Matias 28e · Nuhiu 66e  | (1 - 0) |                     | Hillsborough, Sheffield Spectateurs : 12 003 Arbitrage : Michael Salisbury | Hillsborough, Sheffield Spectateurs : 12 003 Arbitrage : Michael Salisbury |
| 19h45 | Rapport                 |         |                     | Hillsborough, Sheffield Spectateurs : 12 003 Arbitrage : Michael Salisbury | Hillsborough, Sheffield Spectateurs : 12 003 Arbitrage : Michael Salisbury |

|       | Leicester City (1) | 2 - 0   | Fleetwood Town (3) |                                                                              |                                                                              |
| 19h45 | 43e 77e Iheanacho  | (1 - 0) |                    | King Power Stadium, Leicester Spectateurs : 17 238 Arbitrage : Jonathan Moss | King Power Stadium, Leicester Spectateurs : 17 238 Arbitrage : Jonathan Moss |
| 19h45 | Rapport            |         |                    | King Power Stadium, Leicester Spectateurs : 17 238 Arbitrage : Jonathan Moss | King Power Stadium, Leicester Spectateurs : 17 238 Arbitrage : Jonathan Moss |

|       | Reading (2)            | 3 - 0   | Stevenage (4) |                                                                        |                                                                        |
| 20h00 | Böðvarsson 32e 44e 64e | (2 - 0) |               | Madejski Stadium, Reading Spectateurs : 4 986 Arbitrage : Tim Robinson | Madejski Stadium, Reading Spectateurs : 4 986 Arbitrage : Tim Robinson |
| 20h00 | Rapport                |         |               | Madejski Stadium, Reading Spectateurs : 4 986 Arbitrage : Tim Robinson | Madejski Stadium, Reading Spectateurs : 4 986 Arbitrage : Tim Robinson |

| 17 janvier 2018 | Chelsea (1)                                   | 1 - 1 5 - 3 t. a. b. | Norwich City (2)                       |                                                                        |                                                                        |
| 19h45           | Batshuayi 55e                                 | (0 - 0)              | Lewis 90+4e                            | Stamford Bridge, Londres Spectateurs : 39 684 Arbitrage : Graham Scott | Stamford Bridge, Londres Spectateurs : 39 684 Arbitrage : Graham Scott |
| 19h45           | Rapport                                       |                      |                                        | Stamford Bridge, Londres Spectateurs : 39 684 Arbitrage : Graham Scott | Stamford Bridge, Londres Spectateurs : 39 684 Arbitrage : Graham Scott |
| 19h45           | Willian · Luiz · Azpilicueta · Kanté · Hazard | Tirs au but 5 - 3    | Oliveira · Maddison · Vrančić · Murphy | Stamford Bridge, Londres Spectateurs : 39 684 Arbitrage : Graham Scott | Stamford Bridge, Londres Spectateurs : 39 684 Arbitrage : Graham Scott |

|       | Swansea City (1)    | 2 - 1   | Wolverhampton Wanderers (2) |                                                                         |                                                                         |
| 19h45 | Ayew 11e · Bony 69e | (1 - 0) | Jota 66e                    | Liberty Stadium, Swansea Spectateurs : 8 294 Arbitrage : Chris Kavanagh | Liberty Stadium, Swansea Spectateurs : 8 294 Arbitrage : Chris Kavanagh |
| 19h45 | Rapport             |         |                             | Liberty Stadium, Swansea Spectateurs : 8 294 Arbitrage : Chris Kavanagh | Liberty Stadium, Swansea Spectateurs : 8 294 Arbitrage : Chris Kavanagh |

|       | Wigan Athletic (3)              | 3 - 0   | Bournemouth (1) |                                                                 |                                                                 |
| 19h45 | Morsy 9e · Burn 73e · Elder 76e | (1 - 0) |                 | DW Stadium, Wigan Spectateurs : 4 709 Arbitrage : Stuart Atwell | DW Stadium, Wigan Spectateurs : 4 709 Arbitrage : Stuart Atwell |
| 19h45 | Rapport                         |         |                 | DW Stadium, Wigan Spectateurs : 4 709 Arbitrage : Stuart Atwell | DW Stadium, Wigan Spectateurs : 4 709 Arbitrage : Stuart Atwell |

### Quatrième tour (1/16 de finale)
Durant ce tour, les équipes du plus bas niveau de la hiérarchie du football anglais évoluent en League Two (D4).
| 26 janvier 2018 | Sheffield Wednesday (2)  | 3 - 1   | Reading (2)      |                                                                      |                                                                      |
| 19h45 BST       | Nuhiu 29e 53e · Boyd 61e | (1 - 0) | Dawson 87e (csc) | Hillsborough, Sheffield Spectateurs : 14 848 Arbitrage : John Brooks | Hillsborough, Sheffield Spectateurs : 14 848 Arbitrage : John Brooks |
| 19h45 BST       | Rapport                  |         |                  | Hillsborough, Sheffield Spectateurs : 14 848 Arbitrage : John Brooks | Hillsborough, Sheffield Spectateurs : 14 848 Arbitrage : John Brooks |

|           | Yeovil Town (4) | 0 - 4   | Manchester United (1)                                   |                                                                 |                                                                 |
| 19h55 BST |                 | (0 - 1) | Rashford 41e · Herrera 61e · Lingard 89e · Lukaku 90+3e | Huish Park, Yeovil Spectateurs : 9 195 Arbitrage : Paul Tierney | Huish Park, Yeovil Spectateurs : 9 195 Arbitrage : Paul Tierney |
| 19h55 BST | Rapport         |         |                                                         | Huish Park, Yeovil Spectateurs : 9 195 Arbitrage : Paul Tierney | Huish Park, Yeovil Spectateurs : 9 195 Arbitrage : Paul Tierney |

| 27 janvier 2018 | Peterborough United (3) | 1 - 5   | Leicester City (1)                               |                                                                                   |                                                                                   |
| 12h30 BST       | Hughes 58e              | (0 - 3) | Diabaté 9e 87e · Iheanacho 12e 29e · Ndidi 90+2e | London Road Stadium, Peterborough Spectateurs : 13 193 Arbitrage : Michael Oliver | London Road Stadium, Peterborough Spectateurs : 13 193 Arbitrage : Michael Oliver |
| 12h30 BST       | Rapport                 |         |                                                  | London Road Stadium, Peterborough Spectateurs : 13 193 Arbitrage : Michael Oliver | London Road Stadium, Peterborough Spectateurs : 13 193 Arbitrage : Michael Oliver |

|           | Huddersfield Town (1) | 1 - 1   | Birmingham City (2) |                                                                                    |                                                                                    |
| 15h00 BST | Mounié 21e            | (1 - 0) | Jutkiewicz 54e      | John Smith's Stadium, Huddersfield Spectateurs : 12 683 Arbitrage : Neil Swarbrick | John Smith's Stadium, Huddersfield Spectateurs : 12 683 Arbitrage : Neil Swarbrick |
| 15h00 BST | Rapport               |         |                     | John Smith's Stadium, Huddersfield Spectateurs : 12 683 Arbitrage : Neil Swarbrick | John Smith's Stadium, Huddersfield Spectateurs : 12 683 Arbitrage : Neil Swarbrick |

|           | Notts County (4) | 1 - 1   | Swansea City (1) |                                                                    |                                                                    |
| 15h00 BST | Stead 62e        | (0 - 1) | Narsingh 45e     | Meadow Lane, Nottingham Spectateurs : 9 802 Arbitrage : Mike Jones | Meadow Lane, Nottingham Spectateurs : 9 802 Arbitrage : Mike Jones |
| 15h00 BST | Rapport          |         |                  | Meadow Lane, Nottingham Spectateurs : 9 802 Arbitrage : Mike Jones | Meadow Lane, Nottingham Spectateurs : 9 802 Arbitrage : Mike Jones |

|           | Milton Keynes Dons (3) | 0 - 1   | Coventry City (4) |                                                                         |                                                                         |
| 15h00 BST |                        | (0 - 0) | Biamou 64e        | Stadium mk, Milton Keynes Spectateurs : 14 925 Arbitrage : Peter Bankes | Stadium mk, Milton Keynes Spectateurs : 14 925 Arbitrage : Peter Bankes |
| 15h00 BST | Rapport                |         |                   | Stadium mk, Milton Keynes Spectateurs : 14 925 Arbitrage : Peter Bankes | Stadium mk, Milton Keynes Spectateurs : 14 925 Arbitrage : Peter Bankes |

|           | Millwall (2)                     | 2 - 2   | Rochdale (3)             |                                                              |                                                              |
| 15h00 BST | Wallace 9e (pen.) · Thompson 90e | (1 - 1) | Henderson 32e · Done 53e | The Den, Londres Spectateurs : 8 346 Arbitrage : Andy Madley | The Den, Londres Spectateurs : 8 346 Arbitrage : Andy Madley |
| 15h00 BST | Rapport                          |         |                          | The Den, Londres Spectateurs : 8 346 Arbitrage : Andy Madley | The Den, Londres Spectateurs : 8 346 Arbitrage : Andy Madley |

|           | Southampton (1) | 1 - 0   | Watford (1) |                                                                               |                                                                               |
| 15h00 BST | Stephens 4e     | (1 - 0) |             | St Mary's Stadium, Southampton Spectateurs : 25 195 Arbitrage : Robert Madley | St Mary's Stadium, Southampton Spectateurs : 25 195 Arbitrage : Robert Madley |
| 15h00 BST | Rapport         |         |             | St Mary's Stadium, Southampton Spectateurs : 25 195 Arbitrage : Robert Madley | St Mary's Stadium, Southampton Spectateurs : 25 195 Arbitrage : Robert Madley |

|           | Middlesbrough (2) | 0 - 1   | Brighton & Hove Albion (1) |                                                                                  |                                                                                  |
| 15h00 BST |                   | (0 - 0) | Murray 90e                 | Riverside Stadium, Middlesbrough Spectateurs : 20 475 Arbitrage : Anthony Taylor | Riverside Stadium, Middlesbrough Spectateurs : 20 475 Arbitrage : Anthony Taylor |
| 15h00 BST | Rapport           |         |                            | Riverside Stadium, Middlesbrough Spectateurs : 20 475 Arbitrage : Anthony Taylor | Riverside Stadium, Middlesbrough Spectateurs : 20 475 Arbitrage : Anthony Taylor |

|           | Wigan Athletic (3)  | 2 - 0   | West Ham United (1) |                                                                   |                                                                   |
| 15h00 BST | Grigg 7e 87e (pen.) | (1 - 0) |                     | DW Stadium, Wigan Spectateurs : 14 194 Arbitrage : Chris Kavanagh | DW Stadium, Wigan Spectateurs : 14 194 Arbitrage : Chris Kavanagh |
| 15h00 BST | Rapport             |         |                     | DW Stadium, Wigan Spectateurs : 14 194 Arbitrage : Chris Kavanagh | DW Stadium, Wigan Spectateurs : 14 194 Arbitrage : Chris Kavanagh |

|           | Hull City (2)         | 2 - 1   | Nottingham Forest (2) |                                                                                  |                                                                                  |
| 15h00 BST | Bowen 18e · Dicko 40e | (2 - 0) | Véllios 88e           | KCOM Stadium, Kingston-upon-Hull Spectateurs : 13 450 Arbitrage : Stuart Attwell | KCOM Stadium, Kingston-upon-Hull Spectateurs : 13 450 Arbitrage : Stuart Attwell |
| 15h00 BST | Rapport               |         |                       | KCOM Stadium, Kingston-upon-Hull Spectateurs : 13 450 Arbitrage : Stuart Attwell | KCOM Stadium, Kingston-upon-Hull Spectateurs : 13 450 Arbitrage : Stuart Attwell |

|           | Sheffield United (2) | 1 - 0   | Preston North End (2) |                                                                       |                                                                       |
| 15h00 BST | Sharp 80e (pen.)     | (0 - 0) |                       | Bramall Lane, Sheffield Spectateurs : 15 680 Arbitrage : Graham Scott | Bramall Lane, Sheffield Spectateurs : 15 680 Arbitrage : Graham Scott |
| 15h00 BST | Rapport              |         |                       | Bramall Lane, Sheffield Spectateurs : 15 680 Arbitrage : Graham Scott | Bramall Lane, Sheffield Spectateurs : 15 680 Arbitrage : Graham Scott |

|           | Newport County (4) | 1 - 1   | Tottenham Hotspur (1) |                                                                   |                                                                   |
| 17:30 BST | Amond 38e          | (1 - 0) | Kane 82e              | Rodney Parade, Newport Spectateurs : 9 836 Arbitrage : Roger East | Rodney Parade, Newport Spectateurs : 9 836 Arbitrage : Roger East |
| 17:30 BST | Rapport            |         |                       | Rodney Parade, Newport Spectateurs : 9 836 Arbitrage : Roger East | Rodney Parade, Newport Spectateurs : 9 836 Arbitrage : Roger East |

|           | Liverpool (1)          | 2 - 3   | West Bromwich Albion (1)             |                                                                  |                                                                  |
| 19:45 BST | Firmino 5e · Salah 78e | (1 - 3) | Rodriguez 7e 11e · Matip 45+2e (csc) | Anfield, Liverpool Spectateurs : 53 342 Arbitrage : Craig Pawson | Anfield, Liverpool Spectateurs : 53 342 Arbitrage : Craig Pawson |
| 19:45 BST | Rapport                |         |                                      | Anfield, Liverpool Spectateurs : 53 342 Arbitrage : Craig Pawson | Anfield, Liverpool Spectateurs : 53 342 Arbitrage : Craig Pawson |

| 28 janvier 2018 | Chelsea (1)                    | 3 - 0   | Newcastle United (1) |                                                                        |                                                                        |
| 13:30 BST       | Batshuayi 31e 44e · Alonso 72e | (2 - 0) |                      | Stamford Bridge, Londres Spectateurs : 41 049 Arbitrage : Kevin Friend | Stamford Bridge, Londres Spectateurs : 41 049 Arbitrage : Kevin Friend |
| 13:30 BST       | Rapport                        |         |                      | Stamford Bridge, Londres Spectateurs : 41 049 Arbitrage : Kevin Friend | Stamford Bridge, Londres Spectateurs : 41 049 Arbitrage : Kevin Friend |

|           | Cardiff City (2) | 0 - 2 | Manchester City (1)         |                                                                          |                                                                          |
| 16:00 BST |                  |       | De Bruyne 8e · Sterling 37e | Cardiff City Stadium, Cardiff Spectateurs : 32 339 Arbitrage : Lee Mason | Cardiff City Stadium, Cardiff Spectateurs : 32 339 Arbitrage : Lee Mason |
| 16:00 BST | Rapport          |       |                             | Cardiff City Stadium, Cardiff Spectateurs : 32 339 Arbitrage : Lee Mason | Cardiff City Stadium, Cardiff Spectateurs : 32 339 Arbitrage : Lee Mason |

#### Replay
| 6 février 2018 | Birmingham City (2) | 1 - 4 a. p. | Huddersfield Town (1)                                         |                                                                       |                                                                       |
| 19:45 BST      | Adams 52e           | (0 - 0)     | Roberts 60e (csc) · Mounié 94e · Van La Parra 97e · Ince 106e | St Andrew's, Birmingham Spectateurs : 13 175 Arbitrage : Paul Tierney | St Andrew's, Birmingham Spectateurs : 13 175 Arbitrage : Paul Tierney |
| 19:45 BST      | Rapport             |             |                                                               | St Andrew's, Birmingham Spectateurs : 13 175 Arbitrage : Paul Tierney | St Andrew's, Birmingham Spectateurs : 13 175 Arbitrage : Paul Tierney |

|           | Rochdale (3)  | 1 - 0   | Millwall (2) |                                                                        |                                                                        |
| 19h45 BST | Henderson 53e | (0 - 0) |              | Crown Oil Arena, Rochdale Spectateurs : 2 790 Arbitrage : Tim Robinson | Crown Oil Arena, Rochdale Spectateurs : 2 790 Arbitrage : Tim Robinson |
| 19h45 BST | Rapport       |         |              | Crown Oil Arena, Rochdale Spectateurs : 2 790 Arbitrage : Tim Robinson | Crown Oil Arena, Rochdale Spectateurs : 2 790 Arbitrage : Tim Robinson |

|           | Swansea City (1)                                                                          | 8 - 1   | Notts County (4) |                                                                          |                                                                          |
| 20h05 BST | Abraham 18e 45+3e · Dyer 20e 30e · Naughton 53e · Routledge 57e · Carroll 65e · James 82e | (4 - 1) | Husin 35e        | Liberty Stadium, Swansea Spectateurs : 7 822 Arbitrage : Martin Atkinson | Liberty Stadium, Swansea Spectateurs : 7 822 Arbitrage : Martin Atkinson |
| 20h05 BST | Rapport                                                                                   |         |                  | Liberty Stadium, Swansea Spectateurs : 7 822 Arbitrage : Martin Atkinson | Liberty Stadium, Swansea Spectateurs : 7 822 Arbitrage : Martin Atkinson |

| 7 février 2018 | Tottenham Hotspur (1)         | 2 - 0   | Newport County (4) |                                                                  |                                                                  |
| 19:45 BST      | Butler 26e (csc) · Lamela 34e | (2 - 0) |                    | Wembley, Londres Spectateurs : 38 947 Arbitrage : Stuart Attwell | Wembley, Londres Spectateurs : 38 947 Arbitrage : Stuart Attwell |
| 19:45 BST      | Rapport                       |         |                    | Wembley, Londres Spectateurs : 38 947 Arbitrage : Stuart Attwell | Wembley, Londres Spectateurs : 38 947 Arbitrage : Stuart Attwell |

### Cinquième tour (1/8 de finale)
Durant ce tour, l'équipe au plus bas niveau de la hiérarchie du football anglais évolue en League Two (D4). La dernière équipe en lice est Coventry City.
| 16 février 2018 | Leicester City (1) | 1 - 0   | Sheffield United (2) |                                                                          |                                                                          |
| 19h45 BST       | Vardy 66e          | (0 - 0) |                      | King Power Stadium, Leicester Spectateurs : 28 336 Arbitrage : Lee Mason | King Power Stadium, Leicester Spectateurs : 28 336 Arbitrage : Lee Mason |
| 19h45 BST       | Rapport            |         |                      | King Power Stadium, Leicester Spectateurs : 28 336 Arbitrage : Lee Mason | King Power Stadium, Leicester Spectateurs : 28 336 Arbitrage : Lee Mason |

|           | Chelsea (1)                             | 4 - 0   | Hull City (2) |                                                                          |                                                                          |
| 19h45 BST | Willian 2e 32e · Pedro 27e · Giroud 42e | (4 - 0) |               | Stamford Bridge, Londres Spectateurs : 39 591 Arbitrage : Andre Marriner | Stamford Bridge, Londres Spectateurs : 39 591 Arbitrage : Andre Marriner |
| 19h45 BST | Rapport                                 |         |               | Stamford Bridge, Londres Spectateurs : 39 591 Arbitrage : Andre Marriner | Stamford Bridge, Londres Spectateurs : 39 591 Arbitrage : Andre Marriner |

| 17 février 2018 | Sheffield Wednesday (2) | 0 - 0 | Swansea City (1) |                                                                       |                                                                       |
| 12h30 BST       |                         |       |                  | Hillsborough, Sheffield Spectateurs : 19 427 Arbitrage : Paul Tierney | Hillsborough, Sheffield Spectateurs : 19 427 Arbitrage : Paul Tierney |
| 12h30 BST       | Rapport                 |       |                  | Hillsborough, Sheffield Spectateurs : 19 427 Arbitrage : Paul Tierney | Hillsborough, Sheffield Spectateurs : 19 427 Arbitrage : Paul Tierney |

|           | Brighton & Hove Albion (1)            | 3 - 1   | Coventry City (4) |                                                                      |                                                                      |
| 15h00 BST | Locadia 15e · Goldson 34e · Ulloa 61e | (2 - 0) | Clarke-Harris 77e | AMEX Stadium, Brighton Spectateurs : 26 966 Arbitrage : Craig Pawson | AMEX Stadium, Brighton Spectateurs : 26 966 Arbitrage : Craig Pawson |
| 15h00 BST | Rapport                               |         |                   | AMEX Stadium, Brighton Spectateurs : 26 966 Arbitrage : Craig Pawson | AMEX Stadium, Brighton Spectateurs : 26 966 Arbitrage : Craig Pawson |

|           | West Bromwich Albion (1) | 1 - 2   | Southampton (1)       |                                                                              |                                                                              |
| 15h00 BST | Rondón 58e               | (0 - 1) | Hoedt 11e · Tadić 56e | The Hawthorns, West Bromwich Spectateurs : 17 600 Arbitrage : Chris Kavanagh | The Hawthorns, West Bromwich Spectateurs : 17 600 Arbitrage : Chris Kavanagh |
| 15h00 BST | Rapport                  |         |                       | The Hawthorns, West Bromwich Spectateurs : 17 600 Arbitrage : Chris Kavanagh | The Hawthorns, West Bromwich Spectateurs : 17 600 Arbitrage : Chris Kavanagh |

|           | Huddersfield Town (1) | 0 - 2   | Manchester United (1) |                                                                                  |                                                                                  |
| 17h30 BST |                       | (0 - 1) | Lukaku 3e 55e         | John Smith's Stadium, Huddersfield Spectateurs : 17 861 Arbitrage : Kevin Friend | John Smith's Stadium, Huddersfield Spectateurs : 17 861 Arbitrage : Kevin Friend |
| 17h30 BST | Rapport               |         |                       | John Smith's Stadium, Huddersfield Spectateurs : 17 861 Arbitrage : Kevin Friend | John Smith's Stadium, Huddersfield Spectateurs : 17 861 Arbitrage : Kevin Friend |

| 18 février 2018 | Rochdale (3)                 | 2 - 2   | Tottenham Hotspur (1)       |                                                                         |                                                                         |
| 16h00 BST       | Henderson 45e · Davies 90+3e | (1 - 0) | Lucas 59e · Kane 88e (pen.) | Crown Oil Arena, Rochdale Spectateurs : 8 480 Arbitrage : Robert Madley | Crown Oil Arena, Rochdale Spectateurs : 8 480 Arbitrage : Robert Madley |
| 16h00 BST       | Rapport                      |         |                             | Crown Oil Arena, Rochdale Spectateurs : 8 480 Arbitrage : Robert Madley | Crown Oil Arena, Rochdale Spectateurs : 8 480 Arbitrage : Robert Madley |

| 19 février 2018 | Wigan (3) | 1 - 0   | Manchester City (1) |                                                                   |                                                                   |
| 19h55 BST       | Grigg 79e | (0 - 0) |                     | DW Stadium, Wigan Spectateurs : 19 242 Arbitrage : Anthony Taylor | DW Stadium, Wigan Spectateurs : 19 242 Arbitrage : Anthony Taylor |
| 19h55 BST       | Rapport   |         |                     | DW Stadium, Wigan Spectateurs : 19 242 Arbitrage : Anthony Taylor | DW Stadium, Wigan Spectateurs : 19 242 Arbitrage : Anthony Taylor |

#### Replay
| 27 février 2018 | Swansea City (1)       | 2 - 0   | Sheffield Wednesday (2) |                                                                         |                                                                         |
| 19h45 BST       | J. Ayew 55e · Dyer 80e | (0 - 0) |                         | Liberty Stadium, Swansea Spectateurs : 8 198 Arbitrage : Stuart Attwell | Liberty Stadium, Swansea Spectateurs : 8 198 Arbitrage : Stuart Attwell |
| 19h45 BST       | Rapport                |         |                         | Liberty Stadium, Swansea Spectateurs : 8 198 Arbitrage : Stuart Attwell | Liberty Stadium, Swansea Spectateurs : 8 198 Arbitrage : Stuart Attwell |

| 28 février 2018 | Tottenham Hotspur (1)                                    | 6 - 1   | Rochdale (3) |                                                                |                                                                |
| 20h05 BST       | Son 23e 65e · Llorente 47e 53e 59e · Walker-Peters 90+3e | (1 - 1) | Humphrys 31e | Wembley, Londres Spectateurs : 24 627 Arbitrage : Paul Tierney | Wembley, Londres Spectateurs : 24 627 Arbitrage : Paul Tierney |
| 20h05 BST       | Rapport                                                  |         |              | Wembley, Londres Spectateurs : 24 627 Arbitrage : Paul Tierney | Wembley, Londres Spectateurs : 24 627 Arbitrage : Paul Tierney |

### Sixième tour (1/4 de finale)
| 17 mars 2018 | Swansea City (1) | 0 - 3   | Tottenham Hotspur (1)          |                                                   |                                                   |
| 12h15 BST    |                  | (0 - 2) | Eriksen 11e 62e · Lamela 45+1e | Liberty Stadium, Swansea Arbitrage : Kevin Friend | Liberty Stadium, Swansea Arbitrage : Kevin Friend |
| 12h15 BST    | Rapport          |         |                                | Liberty Stadium, Swansea Arbitrage : Kevin Friend | Liberty Stadium, Swansea Arbitrage : Kevin Friend |

|           | Manchester United (1)  | 2 - 0   | Brighton & Hove Albion (1) |                                                                          |                                                                          |
| 19h45 BST | Lukaku 37e · Matić 83e | (1 - 0) |                            | Old Trafford, Manchester Spectateurs : 74 241 Arbitrage : Andre Marriner | Old Trafford, Manchester Spectateurs : 74 241 Arbitrage : Andre Marriner |
| 19h45 BST | Rapport                |         |                            | Old Trafford, Manchester Spectateurs : 74 241 Arbitrage : Andre Marriner | Old Trafford, Manchester Spectateurs : 74 241 Arbitrage : Andre Marriner |

| 18 mars 2018 | Wigan Athletic (3) | 0 - 2   | Southampton (1)             |                                                                   |                                                                   |
| 13h30 BST    |                    | (0 - 0) | Højbjerg 62e · Soares 90+1e | DW Stadium, Wigan Spectateurs : 17 110 Arbitrage : Michael Oliver | DW Stadium, Wigan Spectateurs : 17 110 Arbitrage : Michael Oliver |
| 13h30 BST    | Rapport            |         |                             | DW Stadium, Wigan Spectateurs : 17 110 Arbitrage : Michael Oliver | DW Stadium, Wigan Spectateurs : 17 110 Arbitrage : Michael Oliver |

|           | Leicester City (1) | 1 - 2 a. p. | Chelsea (1)             |                                                                             |                                                                             |
| 16h30 BST | Vardy 76e          | (0 - 1)     | Morata 42e · Pedro 105e | King Power Stadium, Leicester Spectateurs : 31 792 Arbitrage : Craig Pawson | King Power Stadium, Leicester Spectateurs : 31 792 Arbitrage : Craig Pawson |
| 16h30 BST | Rapport            |             |                         | King Power Stadium, Leicester Spectateurs : 31 792 Arbitrage : Craig Pawson | King Power Stadium, Leicester Spectateurs : 31 792 Arbitrage : Craig Pawson |

### Septième tour (Demi-finales)
| 21 avril 2018 | Manchester United (1)     | 2 - 1   | Tottenham Hotspur (1) |                                                                  |                                                                  |
| 17:15 BST     | Sanchez 24e · Herrera 62e | (1 - 1) | Alli 11e              | Wembley, Londres Spectateurs : 84 667 Arbitrage : Anthony Taylor | Wembley, Londres Spectateurs : 84 667 Arbitrage : Anthony Taylor |
| 17:15 BST     | Rapport                   |         |                       | Wembley, Londres Spectateurs : 84 667 Arbitrage : Anthony Taylor | Wembley, Londres Spectateurs : 84 667 Arbitrage : Anthony Taylor |

| 22 avril 2018 | Chelsea (1)             | 2 - 0   | Southampton (1) |                                                                   |                                                                   |
| 15:00 BST     | Giroud 46e · Morata 82e | (0 - 0) |                 | Wembley, Londres Spectateurs : 73 416 Arbitrage : Martin Atkinson | Wembley, Londres Spectateurs : 73 416 Arbitrage : Martin Atkinson |
| 15:00 BST     | Rapport                 |         |                 | Wembley, Londres Spectateurs : 73 416 Arbitrage : Martin Atkinson | Wembley, Londres Spectateurs : 73 416 Arbitrage : Martin Atkinson |

### Finale
| 19 mai 2018 | Chelsea           | 1 - 0   | Manchester United |                                                                  |                                                                  |
| 17:15 BST   | Hazard 22e (pen.) | (1 - 0) |                   | Wembley, Londres Spectateurs : 87 647 Arbitrage : Michael Oliver | Wembley, Londres Spectateurs : 87 647 Arbitrage : Michael Oliver |
| 17:15 BST   | Rapport           |         |                   | Wembley, Londres Spectateurs : 87 647 Arbitrage : Michael Oliver | Wembley, Londres Spectateurs : 87 647 Arbitrage : Michael Oliver |